# Мисливці на привидів 2
«Мисливці на привидів 2» (англ. Ghostbusters II) — американська фантастична комедія 1989 року режисера Айвана Райтмана.
Минуло п'ять років після того, як мисливці на привидів зупинили Ґозера. Нових примар більше не з'являлося і про героїв забули. Іґон Спенґлер, Рей Стенз, Пітер Венкман і Вінстон Зедмор зайнялися кожен своєю справою. Але випадок виводить їх на слід стародавнього карпатського володаря Віґо, чий портрет привезли в головний музей Нью-Йорка. Його дух підкоряє собі доглядача Яноша й вимагає від нього знайти дитину, в яку він міг би перевтілитися.

## Сюжет
Після порятунку Нью-Йорка від примари Ґозера, паранормальна активність зменшилася. Мисливці на привидів отримали судовий позов через заподіяння матеріальних збитків та полишили свій бізнес. Минуло п'ять років. Рей Стенц володіє книгарнею окультної літератури і працює дитячим конферансьє разом із Вінстоном Зедмором, Іґон Спенґлер працює в лабораторії, досліджуючи вплив емоцій на довкілля, а Пітер Венкман веде на телебаченні шоу про екстрасенсів. Колишня дівчина Пітера, Дана Баррет, яка працює у художньому музеї, має сина Оскара від шлюбу з музикантом, що розпався. Оскільки привидів більше не бачать, мисливців на них, як раніше, вважають пройдисвітами.
Візок із дитиною Дани несподівано викочується на дорогу. Дана звертається до Іґона по допомогу, але той не думає, що це якось стосується привидів. Тим часом у художньому музеї перебуває портрет Віґо Карпатського, тирана XVI століття, в якому ув'язнено його дух. Віґо підкорює собі боса Дани — Яноша Пога, від якого вимагає знайти немовля, в тіло якого міг би вселитися. Янош, закоханий у Дану, обіцяє віддати Віґо Оскара, за що просить Дану.
Під перехрестям, на яке виїхав візок Оскара, мисливці виявляють річку рожевого слизу, що заповнила покинуту лінію метро. Віґо за допомогою слизу спричиняє вимкнення електроенергії в усьому місті. Янош відвідує Дану, аби переконатися, що її дитина підходить для Віґо. Мисливців заарештовують за самовільні розкопки, покладаючи на них провину за вимкнення електроенергії. У залі суду слиз, узятий як доказ, реагує на спалах гніву судді та вивільняє примар двох убивць, страчених на електричному стільці. Мисливці ловлять їх в обмін на скасування судового переслідування.
Іґон досліджує слиз і з'ясовує, що він реагує на емоції. Тим часом слиз просочується у квартиру Дани та намагається схопити Оскара. Дана із сином шукає притулку в Пітера, стосунки між ними відновлюються. Її сусід Луїс погоджується доглянути за немовлям і намагається бути як мисливці. Ті розуміють, що слиз реагує на негативні емоції мешканців Нью-Йорка. Вони прослідковують поширення слизу до музею, у ході чого Вінстон ледве не тоне. Герої звертаються по допомогу до мера. Проте його помічник Джек Гердмеєр запроторює їх до психіатричної лікарні, щоб вони не докучали очільникові міста під час урочистого прийому. Породжена емоціями Яноша примара викрадає Оскара з квартири Пітера, Дана переслідує їх до музею. Після того, як вона опиняється в будівлі, музей покривається непроникним шаром слизу. Янош розповідає Дані, що її син стане вмістилищем духа Віґо, що жахає її.
Слиз піднімається з-під землі на вулиці, породжуючи численних привидів. Мер звільняє Гердмеєра та випускає мисливців на привидів із лікарні. Вони вирішують, що містянам потрібен позитивний символ, щоб зібрати позитивні емоції. Мисливці разом із Луїсом вирішують облити слизом статую Свободи, внаслідок чого вона оживає, і проводять її вулицями. Захоплення натовпу пересилює негативні емоції, слиз відступає з музею й мисливці на привидів проникають усередину, завадивши ритуалу Віґо.
Мисливцям удається знерухомити Яноша, обливши його слизом. Але Віґо вже збирає достатньо сили, щоб вийти з картини. Він притискає героїв до підлоги телекінезом. Та надворі збирається натовп, що співає «Auld Lang Syne». Це ослаблює Віґо, завдяки чому мисливці звільняються та заганяють привида в картину, яка відтак вибухає. Мисливці з Даною й Оскаром виходять надвір, де їх вітають мешканці, а мер вручає їм почесний ключ від міста.

## У ролях
| Актор                  | Роль                    |
| ---------------------- | ----------------------- |
| Гарольд Реміс          | доктор Іґон Спенґлер    |
| Білл Мюррей            | доктор Пітер Венкман    |
| Ден Екройд             | доктор Реймонд Стенз    |
| Ерні Гадсон            | Вінстон Зедмор          |
| Сіґурні Вівер          | Дана Баррет             |
| Рік Мораніс            | Луїс Туллі              |
| Енні Поттс             | Джанін Мелнітц          |
| Пітер МакНікол         | доктор Янош Пога        |
| Гарріс Юлін            | суддя                   |
| Девід Марґуліс         | мер Нью-Йорка           |
| Курт Фуллер            | Гардмеєр                |
| Джанет Марґолін        | прокурор                |
| Вільгельм фон Гомбурґ  | Віґо                    |
| Вільям Т. Дючендорф    | дитина                  |
| Генрі Дж. Дючендорф II | дитина                  |
| Майкл П. Моран         | Френк швейцар           |
| Олівія Ворд            | покоївка                |
| Мордехай Лоунер        | людина з квитком        |
| Сьюзен Боем            | молода жінка на милицях |
| Аарон Лустіґ           | Норман продюсер         |